# Rosenkogel (Lavanttaler Alpen)
Der Rosenkogel (auch Spitzkogel) ist ein 1362 m ü. A. hoher Berg in der Steiermark. Er wird im Wappen der ehemaligen Gemeinde Marhof symbolisch anhand zweier silberner Rosen dargestellt. Die Namen Rosenkogel oder Spitzkogel werden einerseits von einer im Gebiet häufig vorkommenden Alpenrosenart, andererseits von der Form des Berggipfels abgeleitet.
Das Wort „Kogel“ ist auf den (außerhalb des eigentlichen Gipfels, den „Spitz“) gerundeten Gipfelbereich zurückzuführen. Ein runder Gipfelaufbau wird in der Geomorphologie als Kuppe bezeichnet, der Name kann mit Kuppe/Koppe (wahrscheinlich zu lat. cuppa „Becher“), oder Kogel/Kofel (vgl. „Kugel“), Kopf/Köpfel, Nock, Gupf oder Kulm (lateinisch culmen, „Höhepunkt“) bezeichnet werden.

## Geografie
Der Rosenkogel liegt am östlichen Ende eines Ausläufers des Koralpenzuges. Im Norden liegt das Tal des Stainzbaches, im Osten jenes des Vochera- und des Gamsbaches. Im Süden liegt das Tal des Wildbaches. Im Westen verläuft der Kamm des Koralpenausläufers über einen Sattel, an dem der Absetzwirt und das Mothil-Tor liegen zum Reinischkogel.
Nächsthöherer Gipfel ist der Reinischkogel im Westen. Die Schartenhöhe des Rosenkogels beträgt 122 Meter, seine Dominanz 3134 Meter.
Der Norden des Rosenkogels liegt in der ehemaligen Gemeinde Marhof (seit 2015: Stainz), sein Osten, Süden und Westen in der ehemaligen Gemeinde Bad Gams (seit 2015: Deutschlandsberg).
Siedlungen am Rosenkogel sind im Norden Rachling, im Süden und Westen Sallegg, diese Siedlungen sind Streusiedlungen. Die nächsten größeren Orte sind Stainz im Nordosten und Bad Gams im Südosten.
Die Hänge des Rosenkogels werden vom Osten über den Süden zum Westen durch die Landesstraße LH 645 Sallegger Straße von Bad Gams und Stainz aus Richtung Klosterwinkel und St. Oswald in Freiland erschlossen. Eine Zufahrtsstraße führt zum Absetzwirt, der in einem Sattel ca. 800 Meter westlich des Rosenkogel-Gipfels liegt. Von dort führt ein Wanderweg zum Gipfel. Im Norden liegen eine Reihe von Gemeindestraßen der Gemeinde Stainz. Bedingt durch die geologische Situation sind die Zufahrtswege aus Osten sehr steil und kurvenreich.
Beim Gipfel des Rosenkogels befinden sich eine kleine Kapelle und ein Gipfelkreuz.
Der Rosenkogel liegt in einem Landschaftsschutzgebiet.

## Geologie
Der Rosenkogel besteht aus Gesteinen, die im Zuge der Gebirgsbildung mehrfach umgestaltet wurden (metamorphe Gesteine). Die Gesteinsgruppe wird Koralpen- oder Koralmkristallin genannt.
Der Gipfel des Rosenkogels besteht teilweise aus dem härtesten und dichtesten an der Erdoberfläche vorkommenden Gestein, dem Eklogit.
Dieses Gestein ist über eine halbe Milliarde Jahre alt. Erstmals entdeckt und benannt wurde es vom französischen Geologen und Mineralogen René-Just Haüy im 18. Jahrhundert auf einer seiner wissenschaftlichen Reisen in der südlichen Weststeiermark. Wegen seiner besonderen Entstehung und seiner sonstigen Eigenschaften handelt es sich um ein nicht alltägliches Gestein.
Der Rosenkogel hat einen der drei aus diesem Gestein bestehenden Gipfel im Höhenzug der Koralpe (neben dem südwestlich liegenden Schwarzkogel und dem Pöschelkogel südlich des Schwarzkogels).
Die Grenze zwischen dem Gipfelbereich aus Eklogit und den anderen Gesteinen ist in der Natur an mehreren Stellen durch eine deutliche Änderung in der Hangneigung (Gefällsknick) erkennbar. Die aus Eklogit bestehende, im Vergleich zu den sonstigen Geländeformen des Höhenzuges relativ spitze Gipfelform hat den zweiten Namen des Rosenkogels, Spitzkogel, bewirkt. Eklogit ist härter als andere Gesteine. Hänge aus hartem Gestein haben größere Hangneigung als Hänge aus weicherem Gestein.
Der Höhenzug ist wie die gesamte Koralpe eingehend geologisch untersucht, weil dieses Gebirge das heutige Aussehen der Alpen an ihrem Ostende beeinflusst hat.
Die Hänge des Rosenkogels fallen im Osten steil in das Grazer Becken ab. Das hat seinen Grund im geologischen Bau der Koralpe: Die Koralpe ist ein emporgehobener Gebirgsteil, eine sogenannte Pultscholle,
die an ihren Rändern steil in das umliegende Gebiet übergeht. Die Steilheit der Hänge führt zu Hangrutschungen, durch welche Mineralienfundstellen erschlossen werden.

## Geschichte
Der Name „Absetzwirt“ westlich des Rosenkogels belegt eine alte Verkehrsverbindung: Der Name bezieht sich auf das „Absetzen“ (Abladen) von (Trag-)Lasten. Der Absetzwirt war ein Ort, an dem Lasttransporte eine Ruhepause einlegten oder an dem Lasten von einem Transportmittel auf ein anderes umgeladen wurden. Dies deswegen, weil nicht allen Fuhrleuten erlaubt war, den Bereich ihrer Grundherrschaft zu verlassen und daher Transporte an Grenzen an andere Transporteure übergeben werden mussten.
Über den Rosenkogel verlief bis in das 19. Jahrhundert die Grenze zwischen dem Marburger Kreis und dem Grazer Kreis.
1225 wird eine Straße von Gams aus erwähnt, die über das Gebiet Greim (und damit weiter über den Hang des Rosenkogels – ob nördlich oder südlich, ist unbelegt) zur Hebalm ging – die „Greimstraße“.

## Amreich-Kapelle
Im Südosten des Rosenkogel-Gipfels befindet sich die Amreich-Kapelle, auch Spitzkogel-Kapelle genannt. Sie soll im 18. Jahrhundert errichtet worden sein, nachdem ein Gipfelkreuz durch Blitzschläge mehrmals zerstört und dessen Teile an die Stelle geschleudert worden sein sollen, an der später die Kapelle errichtet wurde. Ab 2016 wurde die damals bereits baufällige Kapelle neu aufgebaut. Die Kapelle hat eine 65 kg schwere, von der Firma Grassmayer gegossene Glocke. Diese trägt die Inschrift „Hl. Franziskus schütze Wald, Mensch und Tier“. Die Glocke wurde am 19. Juni 2022 geweiht und in den Turm der Kapelle aufgezogen.